# Zambia Forestry College
Das Zambia Forestry College (ZFC) in Kitwe ist die Ausbildungsstätte für Forstwirtschaft in Sambia. Das ZFC untersteht dem Ministerium Ministry of Lands and Natural Resources.
Das ZFC wurde 1949 zur Ausbildung von Wildhütern gegründet. Das ist nicht ganz unwichtig, denn damit liegen die Wurzeln stärker beim Tourismus als in der Forstwirtschaft. Dieser Akzent gilt noch heute, zumal der größere Beitrag zum Bruttosozialprodukt im Tourismus gesehen wird und nicht im Forst als solchem, obwohl der internationale Druck zu letzterem hin beständig wächst.
Die Ausbildungen sind auf den Zweck eines nachhaltigen Managements und der Nutzung der Umwelt und der natürlichen Ressourcen für die sozioökonomische Entwicklung der Gesellschaft ausgerichtet. Dazu besteht auch eine Kooperation mit der School of Natural Resources (SNR) an der Copperbelt University (CBU). Themengebiete sind dabei die Holzverarbeitung, Forstwirtschaft, der Wildtierbestand, Agro-Forstwirtschaft und die Erwerbsentwicklung in der Fischereiwirtschaft. Es bestehen drei Forschungsbereiche: Botanik und Umweltwissenschaft (früher Forstwirtschaft), biologische Rohstoffe und Biotechnologie (Holzverarbeitung) sowie Zoologie und Aquakulturen. Angebotene Abschlüsse sind das Diplom (3 Jahre) und das Zertifikat (2 Jahre) des College.
Vom ZFC ist in den letzten Jahren weniger über die Nutzung der Wälder zu lesen als über das Verschwinden derselben durch Holzkohleproduktion. Es gibt keine Daten über Entwaldung und keine für Entscheidungen für Bewirtschaftung. Alle Mühen in diese Richtung gelten als unsystematisch. Alle Informationen über Entwaldung, Bewaldung und Bestand stammen aus fremden Quellen. Das letzte Waldinventar Sambias stammt aus den frühen 1970er Jahren. Eine Kooperation mit dem Natural Resources Development College lässt sich nicht spezifizieren.
Die Forstwirtschaft in Sambia wurde seit 1982 stärker kommerzialisiert. Dazu gründete das zuständige Ministerium das staatliche Unternehmen Zambia Forestry and Forest Industries Corporation Limited (ZAFFICO).